# Telegrafenlinie Dover–Calais

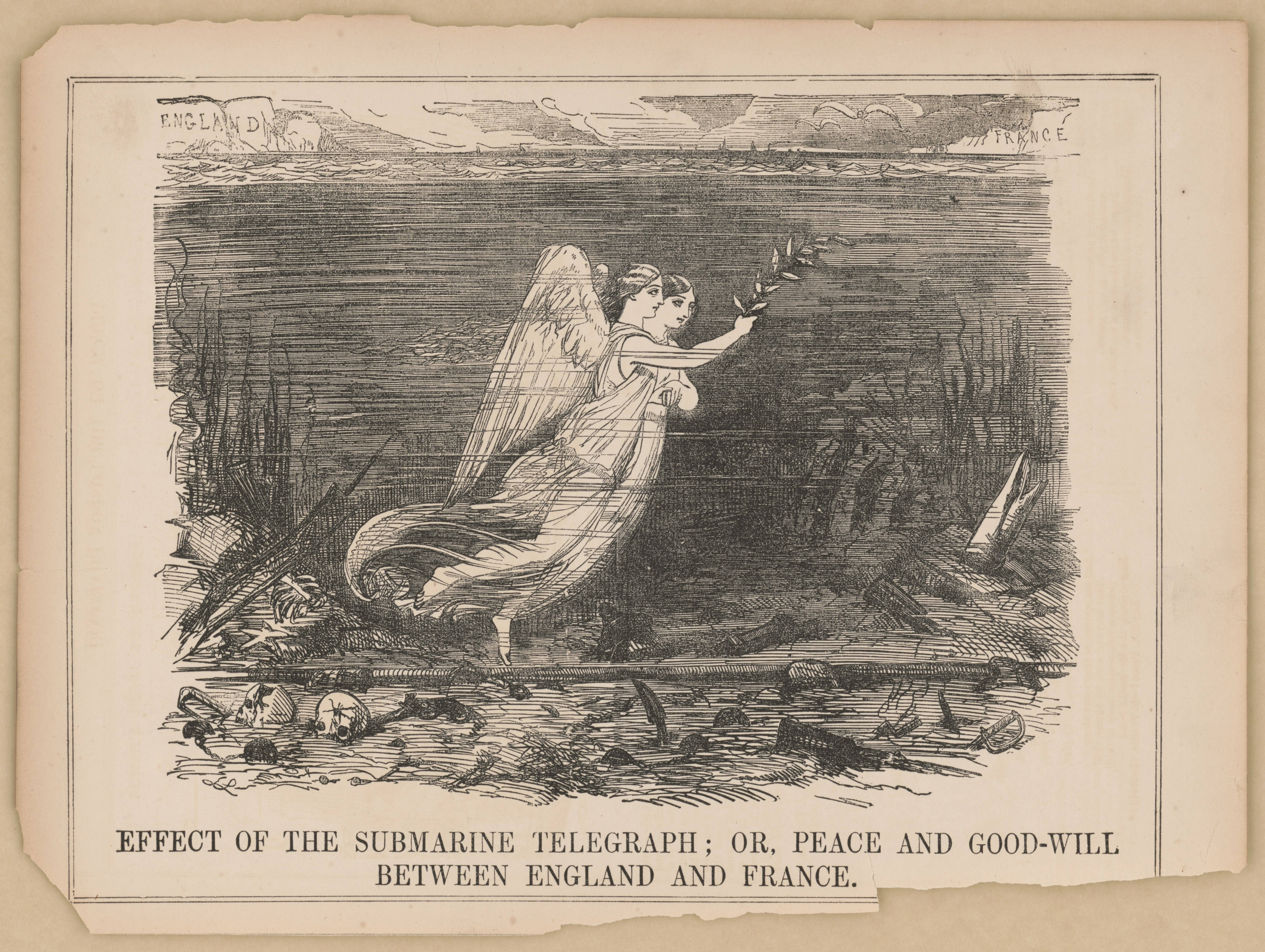
Zeitgenössische allegorische Darstellung zur Telegrafenlinie Dover–Calais: „Wirkung des Unterseetelegrafen; oder Frieden und Wohlwollen zwischen England und Frankreich“ (1850)

Die Telegrafenlinie Dover–Calais war eine Anfang der 1850er-Jahre errichtete telegrafische Verbindungsleitung zwischen dem Vereinigten Königreich und Frankreich. Dazu wurde ein Seekabel quer durch den Ärmelkanal verlegt, das als die erste kommerziell erfolgreiche submarine Telegrafenlinie der Welt gilt.  

## Hintergrund
Im Jahr 1840 gab es in Europa bereits erste Telegrafenlinien an Land. So war die britische Hauptstadt London beispielsweise mit der Hafenstadt Dover verbunden. Auf der anderen Seite des Ärmelkanals galt dies für Paris und Calais. Im selben Jahr wurde von Menschen auf beiden Seiten, darunter die beiden englischen Erfinder William Cooke (1806–1879) und Charles Wheatstone (1802–1875), die Idee geäußert, ein Unterseekabel zu verlegen und so die beiden Hauptstädte telegrafisch zu verbinden.
Aber dazu musste zunächst ein schwieriges technisches Problem gelöst werden: Während nämlich an Land Telegrafenleitungen zumeist mithilfe von Telegrafenmasten mehrere Meter über dem Erdboden verlegt wurden, und da Luft unter Normalbedingungen ein guter Isolator ist, brauchte man hier keine Kabelisolierung. Die Leitungen konnten aus blanken Metalldrähten bestehen. Für Seekabel hingegen war aufgrund der elektrischen Leitfähigkeit des umgebenden Meerwassers eine gute Isolierung zwingend erforderlich. Damals gab es jedoch keinerlei moderne Kunststoffe, die man dazu hätte verwenden können.

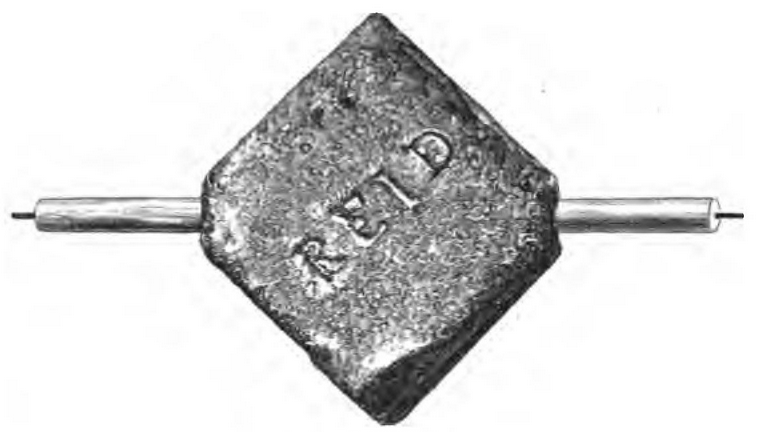
In regelmäßigen Abständen war der mit Guttapercha umhüllte Kupferdraht mit Blei beschwert, damit er sicher absank und liegen blieb (1891)

Gummi erwies sich als ungeeignet, da es sich in Salzwasser auflöste. Glücklicherweise hatte erst 1842, also nur wenige Jahre zuvor, der schottische Chirurg William Montgomerie (1797–1856) einen neuen Stoff propagiert. Er hatte diesen bei seiner Arbeit in der damaligen britischen Kolonie Malaysia kennengelernt. Dabei handelt es sich um Guttapercha, einen Naturstoff, der vergleichbar zu Gummi dort aus dem eingetrockneten, koagulierten Milchsaft von Sapotengewächsen hergestellt wurde. An seinem Ursprungsort war dieser bereits seit langem bekannt und wurde vielfältig genutzt, beispielsweise als Griffstück für Messer. Montgomerie sah die Möglichkeit, dieses Material auch für Griffe von chirurgischen Instrumenten zu verwenden und brachte diese für Europa neue Erkenntnis sowie Materialproben mit in seine Heimat. Kurz darauf entdeckte Michael Faraday (1791–1867), dass Guttapercha ein hervorragender Isolator ist und dabei hinreichend plastisch verformbar ist, so dass es nach Ansicht von Wheatstone, die er 1845 äußerte, als ideales Isoliermaterial für ein Seekabel in Frage kam.
Aus heutiger Sicht war das auf diese Weise damit konstruierte erste Seekabel recht primitiv aufgebaut. Es bestand schlicht aus einer massiven Kupferseele von etwa 2 mm Durchmesser und einer sie umhüllenden Isolierung aus Guttapercha mit einem Außendurchmesser von 7⁄16″, entsprechend gut 11 mm (siehe auch: Foto unter Weblinks). Vorteile waren die gute Handlichkeit, das geringe Gewicht und die hohe Flexibilität des Kabels. Ein Nachteil, der sich als gravierend herausstellen sollte, war die fehlende Armierung des Kabels. Auch das an sich vorteilhafte geringe Gewicht hatte einen Nachteil zur Folge, nämlich, dass es nicht von selbst absank und auf dem Meeresgrund liegen blieb. Deshalb wurde es in regelmäßigen Abständen mit Blei beschwert (Bild).

## Erster Versuch 1850

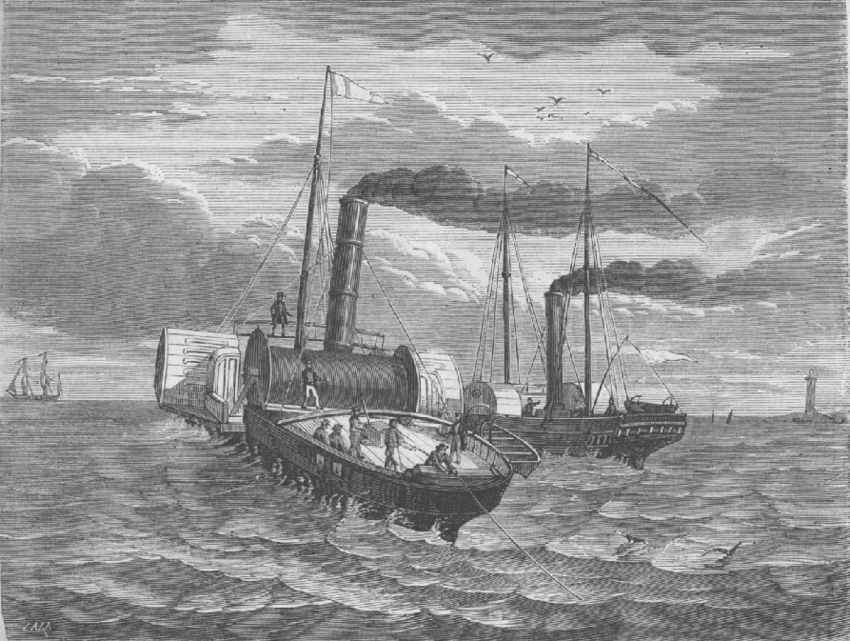
Die Goliath beim Verlegen des Kabels (1850)

Im Jahr 1849 hatten die beiden Brüder Jacob (1808–1898) und John Watkins Brett (1805–1863) die English Channel Submarine Telegraph Company („Ärmelkanal-Untersee-Telegrafengesellschaft“) gegründet. Deren Zweck war es, die Kabelverlegung zu organisieren und durchzuführen. Am 28. August 1850 begann die Aktion nahe Dover. Zu diesem Zweck war der Raddampfer Goliath (Bild) gechartert und zum Kabelleger umgebaut worden. Bei gutem Wetter und ruhiger See zog er das Kabel von Dover über eine Strecke von rund 35 km zum Cap Gris-Nez, wo es noch am selben Tag über die dortigen steilen Klippen an Land gezogen werden konnte. Alles machte einen erfolgversprechenden Eindruck, wenn auch die Signale seltsam verzerrt aussahen. Erste Telegramme wurden übermittelt. Darunter war eine Depesche an Napoleon III., der das Projekt stets mit Interesse und Wohlwollen begleitet hatte.
Die beobachtete Signalverzerrung lag an der Dispersion, einer im Übertragungsmedium auftretenden frequenzabhängigen Ausbreitungsgeschwindigkeit. Dieser Effekt wurde damals noch nicht richtig verstanden. Viel schlimmer, am nächsten Morgen erwies sich das Kabel als völlig funktionsuntauglich. Die genaue Ursache für das Versagen blieb unklar. Möglicherweise war die fehlende Armierung, die zum mechanischen Schutz des Kabels wichtig gewesen wäre, der entscheidende Nachteil und die Isolierung verletzt worden. Viel später, um 1865, kursierten auch Gerüchte, ein französischer Fischer hätte das Kabel „geangelt“, ein Stück herausgeschnitten, und dabei vermeintlich eine bisher unbekannte Art von Seetang entdeckt, die mit Gold gefüllt war. Tatsache war, dass das ehrgeizige Projekt sich nach einem Tag als Fehlschlag erwiesen hatte.

## Zweiter Versuch 1851

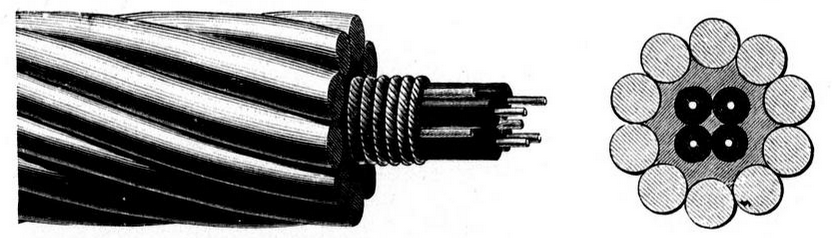
Aufbau des Kabels von 1851

Doch die Brüder Brett gaben nicht auf und starteten umgehend einen neuen Anlauf. Dabei half Thomas Crampton (1816–1888), ein angesehener Ingenieur und Erfinder, der ein deutlich verbessertes Kabel konstruierte (Bild). Der hierbei gefundene Aufbau sollte für die nächsten mehr als hundert Jahre so im Prinzip beibehalten werden. Das neu hergestellte Kabel hatte vier Innenleiter von jeweils 16 Gauge (⌀ ≈ 1,3 mm), die mit gesponnenem Hanfgarn umwickelt waren, und als wesentliche Verbesserung eine massive äußere Armierung aus zehn galvanisierten Eisendrähten, jeder 5⁄16″ dick (⌀ ≈ 8 mm). Durch das daraus resultierende Gewicht von gut vier Kilogramm pro Meter, das erheblich höher war als beim Vorgängerkabel, waren nun auch keine Bleigewichte mehr nötig. Das fertige Kabel war am Stück knapp 40 km lang. Es wurde zu einer mächtigen, fast 2 m hohen Spule zusammengelegt mit 5 m Innen- und 10 m Außendurchmesser. Das Gesamtgewicht betrug 180 Tonnen.
Nach Abschluss aller Vorarbeiten, insbesondere der Verladung des Kabels, startete die eigentliche Verlegeaktion am frühen Morgen des 25. September 1851, einem Donnerstag. Unter dem Kommando von Captain Bullock waren die Schiffe HMS Blazer, Fearless und Red Rover daran beteiligt. Es begann am Strand von St. Margaret’s Bay, gut 5 km nordöstlich von Dover (siehe auch: Eigenhändige Zeichnung von John Brett unter Weblinks). Ziel war Sangatte, etwa 7 km westlich von Calais und in Luftlinie rund 35 km vom Startort entfernt. Nachdem das eine Kabelende sicher an Land befestigt worden war, lief der kleine Geleitzug los, wobei die Blazer, die als Kabelleger fungierte, durch zwei Schlepper gezogen wurde und die Fearless vorausfuhr und den genauen Zielkurs vorgab. Ein weiterer Schlepper stand in Reserve.
Etwa in der Mitte des Weges, bei schwerem Seegang und starkem Wind, riss eines der Schlepptaue und die Blazer trieb mehr als 2 km vom geplanten Kurs ab. Trotz dieses Unglücks gelang es dennoch, wenn auch deutlich später als gedacht, am Abend gegen 18 Uhr in die Nähe des Zielorts zu gelangen. Aufgrund der schnell einsetzenden Dunkelheit entschied man jedoch nun, auf die Anlandung noch am selben Tag zu verzichten, und ankerte den Kabelleger für die Nacht vor der französischen Küste. Die meisten Passagiere wurden durch eines der Begleitschiffe nach Calais an Land gebracht. Am nächsten Morgen war das Wetter noch stürmischer, was eine Anlandung weiterhin unmöglich machte. Etwa 2 km vor der Küste setzte man eine Boje aus, machte das Ende des Kabels daran fest und ließ den restlichen Teil davon über Bord gleiten. Die auf diese Weise entladene Blazer kehrte daraufhin umgehend mithilfe der beiden Schlepper zurück nach England.
Es dauerte noch zwei weitere Tage, bis der Sturm abflaute und die Anlandung endlich am Sonntag, den 28. September 1851, durchgeführt werden konnte. Am Montag wurden die Leitungen in Sangatte mit denen nach Calais verbunden und noch am selben Tag bestand damit die Kabelverbindung zwischen London und Paris. Zur Kommunikation eingesetzt wurde dabei unter anderem der Foy-Breguet-Telegraf (siehe auch: Illustration unter Weblinks). In der Folge erwies sich die Telegrafenleitung als robust und stabil und darüber hinaus auch als sehr profitabel.